# Massacro sul bus 405 Tel Aviv-Gerusalemme
Il massacro sul bus 405 Tel Aviv-Gerusalemme fu un attentato suicida effettuato da un palestinese del Movimento per il Jihad Islamico in Palestina, a bordo di un bus affollato in viaggio da Tel Aviv a Gerusalemme (Israele), il 6 luglio 1989. Sedici civili furono uccisi in quell'attacco — inclusi due canadesi e uno statunitense - con 27 feriti, dopo che un militante prese il volante e fece precipitare l'autobus in un precipizio nella zona di Qiryat Ye'arim, con conseguente incendio dell'automezzo.
L'attentato fu considerato come il primo attacco suicida palestinese, nonostante il suo autore, ʿAbd al-Hādī Ghanāʾim (di 25 anni), non indossasse una cintura esplosiva, come avvenne nei successivi attentati. Il palestinese sopravvisse allo schianto, ricevette cure mediche per le ferite in un ospedale israeliano e fu successivamente condannato a 16 ergastoli per i reati di omicidio, di sequestro e terrorismo. Venne rilasciato nel 2011 come parte dello scambio di prigionieri di Gilad Shalit tra Israele e Hamas.